# Johan Rockström
Johan Rockström est un scientifique suédois reconnu internationalement pour ses travaux sur les questions mondiales concernant la durabilité. Il est co-directeur de l'Institut de Potsdam pour la recherche sur l'impact climatique (PIK) en Allemagne. Il est également professeur de sciences du système terrestre à l'université de Potsdam et professeur des systèmes liés à l'eau et à la durabilité à l'université de Stockholm.
Rockström est l'un des pionniers des travaux sur les limites planétaires publiés pour la première fois en 2009. Les 9 limites planétaires présentées sont considérées comme fondamentales pour maintenir un « espace opérationnel sûr pour l'humanité."
Rockström est également un intellectuel fournissant des conseils, par exemple, aux institutions de l'ONU, s'exprimant par exemple lors d'événements TED, et apparaissant dans des médias tels que le film Netflix « Breaking Boundaries ». Il a publié plus de 150 articles dans des domaines allant de l'utilisation des terres et de l'eau à la durabilité mondiale. Il est classé parmi les chercheurs les plus cités au monde par Clarivate Analytics. Johan Rockström a été directeur exécutif du Stockholm Environment Institute de 2004 à 2012 et directeur du Stockholm Resilience Centre de 2007 à 2018.

## Carrière
Il étudie à l'Université suédoise des sciences agricoles d'Uppsala dans les domaines de la science du sol et de l'hydrologie puis à l'Institut national agronomique de Paris (agriculture) de 1987 à 1991. Il obtient son doctorat en 1997 à l'Université de Stockholm, où ses recherches portent sur « l'écologie des systèmes et la gestion des ressources naturelles ». Les travaux scientifiques antérieurs de Rockström abordent les sujets interdisciplinaires et transdisciplinaires sur les ressources mondiales en eau et la gestion de l'utilisation des terres, ainsi que sur la résilience socio-écologique et les cycles mondiaux des matériaux.
En 2009, il dirige l'équipe qui développe le cadre des limites planétaires, une condition préalable proposée pour faciliter le développement humain à une époque où la planète subit des changements rapides. En reconnaissance de ce travail, le magazine Fokus le désigne « Suédois de l'année » pour « un travail engageant et passionnant dans le développement durable. En 2010, le magazine Miljöaktuellt le classe deuxième personne la plus influente en Suède sur les questions environnementales, et Veckans Affärer lui décerne son « Prix du Capitalisme Social ». En 2011, il préside le troisième symposium des lauréats du prix Nobel sur la durabilité mondiale à Stockholm.
Après 12 ans en tant que directeur du Stockholm Resilience Center (SRC), il devient en 2018 co-directeur de l'Institut de Potsdam pour la recherche sur l'impact climatique (PIK), basé en Allemagne. Rockström et Edenhofer suivent le directeur du PIK, le professeur Hans Joachim Schellnhuber.
En 2020, il devient membre de l'Académie allemande des sciences Leopoldina. En 2021, avec David Attenborough, Rockström est apparu dans le documentaire Netflix « Breaking Boundaries » et a également publié un livre intitulé Breaking Boundaries : The Science Behind our Planet.
Il est conférencier lors de plusieurs réunions et organisations internationales de haut niveau, telles que le Forum économique mondial, l'Assemblée générale des Nations Unies (AGNU), le Réseau de solutions de développement durable des Nations Unies (SDSN) ainsi que les conférences de la Convention-cadre des Nations Unies sur les changements climatiques (CCNUCC). Par ailleurs, il est également le scientifique en chef de l'organisation Conservation International et membre du groupe consultatif de la Banque Européenne d'Investissement.

## Prix
- Personnalité suédoise de l'année 2009 pour avoir rapproché la science et la société (revue Fokus)[19]
- Agronome de l'année 2013 donné par l'association suédoise des scientifiques professionnels[19]
- Prix International Cosmos en 2015[19]
- Lauréat Hillary en 2017[20]
- Lauréat 2020 du Prix Fondation Prince Albert II de Monaco[21]
- Prix de la valeur publique en 2023[22]

## Limites planétaires
En 2009, Rockström dirige un groupe international de 28 universitaires de premier plan qui proposent un nouveau cadre du système Terre aux gouvernements et aux agences de gestion comme condition préalable au développement durable. Reconnaissant que les pressions humaines croissantes sur le climat et la nature sont susceptibles de déstabiliser l’ensemble du système terrestre, le cadre postule que les processus du système terrestre sur la planète ont des limites ou des seuils qui ne doivent pas être franchis. Rester dans l’espace opérationnel sûr pour l’humanité, délimité par les limites planétaires, garantit les conditions environnementales stables qui ont rendu possible l’émergence des sociétés modernes et permettront aux générations futures de se développer et de prospérer. Le groupe a identifié neuf « systèmes planétaires de survie » essentiels au bien-être humain et a tenté de quantifier jusqu'où ces systèmes ont déjà été poussés. Ils ont ensuite estimé jusqu'où nous pourrions aller avant que le risque de « changement environnemental irréversible et brutal » qui pourrait rendre la Terre moins habitable n'augmente.
Selon les critiques, l'emplacement exact de six de ces « limites planétaires » n'est pas prouvé mais est arbitraire, comme par exemple la limite de 15 % de l'utilisation des terres pour les terres cultivées. Certains prétendent qu’une utilisation accrue de la terre a accru le bien-être global. Ces limites seraient également liées à des conséquences locales plutôt que mondiales,. Le cadre des limites planétaires n’est pas un concept statique, mais nécessite un développement constant pour refléter les progrès de ses fondements scientifiques et aborder les débats constructifs autour du cadre. Une mise à jour scientifique et conceptuelle plus large des limites planétaires a été publiée en 2015.
En 2022, sur la base de la littérature disponible, l'introduction de nouvelles entités est considérée comme la cinquième limite planétaire transgressée. En 2023, la modification de l'eau douce est considérée comme la sixième limite planétaire transgressée.

## Autres activités

### Conseils d'administration
- Daimler, membre du conseil consultatif pour l'intégrité et la responsabilité d'entreprise[28]

### Organisation à but non lucratif
- Prix Gulbenkian pour l'humanité, membre du jury[29]
- Fondation EAT, membre du conseil d'administration[30]
- Fondation KR, membre du conseil d'administration[31]
- Fondation Global Challenges, membre du conseil d'administration[32]
- Ligue de la Terre, camarade[33]
- Future Earth, coprésident[34]
- Commission de la Terre, coprésident[35]

## Publications (sélection)

### Livres
- Johan Rockström et al. : Briser les frontières : la science derrière notre planète . Danemark, 2021 , (ISBN 978-0-241-46675-9)
- Johan Rockström et al. : Eat Good – Das Kochbuch, das die Welt verändert . Hildesheim 2019, (ISBN 978-3-8369-2158-9)